# Tämän maailman ruhtinaan hovi
Tämän maailman ruhtinaan hovi är det finländska thrash metal-bandet Mokomas fjärde album, utgivet i maj 2004.

## Låtlista
1. "Toista maata" - 4:31
2. "Haudan takaa" - 3:21
3. "Hiljaisuuden julistaja" - 2:28
4. "Tämän maailman ruhtinaan hovi" - 4:16
5. "Minä elän!" - 3:34
6. "Kiellän itseni" - 2:55
7. "Hyinen syli" - 4:18
8. "Vade retro, Satana!" - 2:35
9. "Sudet ihmisten vaatteissa" - 4:10
10. "Poltetun maan taktiikkaa" - 3:10
11. "Nämä kolme ovat yhtä" - 2:45
12. "Uni saa tulla" - 3:23